# 北京杨
北京杨（学名：Populus beijingensis）为杨柳科杨属的植物，是中国的特有植物。分布于中国大陆的华北、西北、东北等地，生长于海拔500米至2,700米的地区，常生于路边，目前已由人工引种栽培。